# Arcusaurus pereirabdalorum
Arcusaurus pereirabdalorum ("lagarto de la nación arcoiris de  Lucille Pereira y Fernando Abdala") es la única especie conocida del género extinto Arcusaurus de dinosaurio saurisquio sauropodomorfo que vivió a principios del período Jurásico, entre del Hettangiense y el Sinemuriense, hace aproximadamente 196 millones de años en lo que es hoy África. 
Arcusaurus fue nombrado originalmente por Adam Yates, Matthew Bonnan y Johann Neveling en 2011 y la especie tipo es Arcusaurus pereirabdalorum. el nombre genérico deriva del latín arcus, "arcoíris", una referencia a la "Nación arcoíris". El nombre de la especie es un homenaje a Lucille Pereira y Fernando Abdala quienes descubrieron los fósiles.
Arcusaurus es conocido de dos esqueletos fragmentarios recolectados en marzo de 2006 en el sitio Spion Kop Heelbo de la parte superior de la formación Elliot en Senekal, en el Estado Libre en Sudáfrica. El holotipo, BP/1/6235, consiste en un cráneo parcial. Algunos huesos de las extremidades y vértebras están incluidos en el material. Ambos especímenes representan individuos no maduros. A partir de detalladas características los descriptores concluyeron que no era. sin embargo. un juvenil de Aardonyx o de Massospondylus.
Un estudio filogenético de Arcusaurus halló que éste es un sauropodomorfo basal, situándolo como el taxón hermano de Efraasia y todos los sauropodomorfos más derivados. Dado que Efraasia es conocido del Noriense en el Triásico Superior, la cercana relación con Arcusaurus implica que hay un linaje fantasma de cerca de 35 millones de años de sauropodomorfos extendiéndose desde las formas de finales del Triásico hasta Arcusaurus. Sin embargo, Arcusaurus posee muchas características únicas de grupos más avanzados incluidos en el clado Plateosauria, originando dudas sobre los resultados de los análisis filogenéticos.